# پیتکین کورنر (آرکانزاس)
پیتکین کورنر (به انگلیسی: Pitkin Corner) یک منطقهٔ مسکونی در ایالات متحده آمریکا است که در شهرستان واشینگتن، آرکانزاس واقع شده‌است. پیتکین کورنر ۴۲۸ متر بالاتر از سطح دریا واقع شده‌است.